# Eptatretus rubicundus
Eptatretus rubicundus är en ryggsträngsdjursart som beskrevs av Kuo, Lee och Hin-Kiu Mok 20. Eptatretus rubicundus ingår i släktet Eptatretus och familjen pirålar. IUCN kategoriserar arten globalt som otillräckligt studerad. Inga underarter finns listade i Catalogue of Life.